# Marlborough (Wiltshire)
Marlborough (mɔːlbərə/ ) è una cittadina di 8 009 abitanti della contea del Wiltshire, in Inghilterra.
È situata circa 90 km a ovest di Londra. 
Il motto della cittadina è "Ubi nunc sapientis ossa Merlini" (dove ora sono le ossa del saggio Merlino), in quanto secondo una leggenda il mago Merlino fu sepolto nel vicino tumulo di Silbury Hill, circa 8 km a ovest della cittadina. In una mappa del cartografo John Speed del 1611 la località è indicata con il nome Marlinges boroe (dove boroe deriva da "barrow", nome con cui nel medioevo era chiamato un tumulo). Secondo alcuni il nome della località deriva da tale leggenda, ma più probabilmente esso deriva dall'unione del termine medievale "marl", con cui era chiamato al tempo il terreno di calcare chalk, con "borough", vale a dire "città sulla chalk".
Nel 1267 vi fu approvato lo Statuto di Marlborough, emesso nel 1267 dal re Enrico III d'Inghilterra. 
Il titolo nobiliare inglese Duca di Marlborough deriva da questa cittadina.

## Monumenti e luoghi d'interesse
- Tottenham House, nella vicina Great Bedwyn.

## Amministrazione

### Gemellaggi
- Gunjur, Gambia, dal 1982
- Margency, Francia, dal 2002